# Михневич, Чеслав Эдуардович
Чеслав Эдуардович Михневич (30 июля 1906 — 26 июля 1979) — советский и латвийский театральный актёр. Заслуженный артист Латвийской ССР (1956).

## Биография
Чеслав Михневич родился 30 июля 1906 года в городе Чернигове, в семье ветеринарного врача Эдуарда Михневича.
Окончил частную консерваторию в Кишинёве (1926). Работал в Кишинёвском русском драматическом театре (1925—1935), Рижском театре русской драмы (1935—1946). Некоторое время, в начале творческой карьеры, использовал сценический псевдоним Ч. Чесик. С 1946 года актёр Государственного театра юного зрителя Латвийской ССР.
Был женат на коллеге, помощнике режиссёра Театра юного зрителя Людмиле Михневич.
Скончался 26 июля 1979 года в Риге, похоронен на кладбище Лачупес.

## Роли

### Роли в кино
Снялся в двух фильмах Рижской киностудии: «Твоё счастье» (1960, эпизод) и «Заговор послов» (1965, Юрий Анатольевич).

### = Рижский театр русской драмы
- 1940 — «Ревизор» Н. В. Гоголя — Хлестаков
- 1940 — «Простая девушка» Василия Шкваркина — Валентин
- 1940 — «Чужой ребёнок» Василия Шкваркина — Яков
- 1941 — «Машенька» Александра Афиногенова — Виктор
- 1945 — «Так и будет» Константина Симонова — Синицин

#### Государственный театр юного зрителя Латвийской ССР
- 1947 — «Слуга двух господ» Карло Гольдони — Ломбарди
- 1948 — «Накануне» по роману И. С. Тургенева — Увар Иванович
- 1952 — «Женитьба» Н. В. Гоголя — Кочкарёв
- 1953 — «Проделки Скапена» Мольера — Жеронт
- 1954 — «Злой дух» Рудольфа Блауманиса — Мантраусис
- 1955 — «Машенька» Александра Афиногенова — Окаёмов
- 1959 — «Копьё чёрного принца» Л. Прозоровского и П. Хомского — Оперуполномоченный
- 1959 — «На улице Уитмена» Мэксин Вуд[англ.] — Рид
- 1959 — «Чёртова мельница» Исидора Штока по пьесе Яна Дрды — Отшельник
- 1960 — «Дневник Анны Франк» Ф. Гудрича и А. Хакета — Господин Франк
- 1960 — «Приключения Тома Сойера» Марка Твена — Судья Тэтчер
- 1962 — «Сотворившая чудо» Уильяма Гибсона — Келлер
- 1962 — «Я сам» Дмитрия Щеглова — Александр Николаевич Стрелков, отец Алёши
- 1962 — «Крышу для Матуфля» Ив Жамиака — Кюре
- 1963 — «Белоснежка» по сказке братьев Гримм Льва Устинова — Главный исполнитель королевских желаний
- 1963 — «Перед ужином» Виктора Розова — Серёгин
- 1963 — «Красные дьяволята» Павла Бляхина — Нечинорук — мельник
- 1964 — «Толя, Володя» Геннадия Мамлина — Красавин — Володин дядя
- 1964 — «Оловянные кольца» Тамары Габбе — Флюгерио министр двора
- 1964 — «Тень» Евгения Шварца — Министр финансов
- 1965 — «На всякого мудреца довольно простоты» А. Н. Островского — Крутицкий
- 1965 — «Гусиное перо» Семёна Лунгина — Пожилой учитель
- 1965 — «Буратино» по сказке Алексея Толстого — Дуремар
- 1966 — «Варшавский набат» Вадима Коростылёва Режиссёр: Н. М. Шейко — Старик с зонтиком
- 1967 — «Безумный день, или Женитьба Фигаро» Бомарше — Антонио
- 1967 — «Первый день» Владимира Маяковского — «театральная импровизация»
- 1968 — «Обыкновенная история» по роману Ивана Гончарова Виктора Розова — Начальник канцелярии, ответственное лицо
- 1969 — «Принц и нищий» по роману Марка Твена — Лорд Хертфорд

## Награды
- Медаль «За трудовое отличие» (03.01.1956)[2]
- Заслуженный артист Латвийской ССР (1956)